# 休氏盔魚
休氏盔魚，為輻鰭魚綱鱸形目隆頭魚亞目隆頭魚科的其中一種，分布於中東太平洋的馬克薩斯群島海域，棲息深度1-40公尺，體長可達13.9公分，棲息在礫石底質的礁石區，生活習性不明。

## 擴展閱讀
維基物種上的相關：休氏盔魚